# Neolepolepis
Neolepolepis är ett släkte av insekter. Neolepolepis ingår i familjen fjällstövlöss.
Kladogram enligt Catalogue of Life:
| Neolepolepis | \| \| Neolepolepis caribensis \| \| \| \| \| \| Neolepolepis occidentalis \| \| \| \| |
|              | \| \| Neolepolepis caribensis \| \| \| \| \| \| Neolepolepis occidentalis \| \| \| \| |
|              | Echmepteryx                                                                           |
|              |                                                                                       |
|              | Proentomum                                                                            |
|              |                                                                                       |
|              | Pteroxanium                                                                           |
|              |                                                                                       |
|              | Soa                                                                                   |
|              |                                                                                       |
|              | Thylacella                                                                            |
|              |                                                                                       |
|              | Neolepolepis caribensis                                                               |
|              |                                                                                       |
|              | Neolepolepis occidentalis                                                             |
|              |                                                                                       |

|  | Neolepolepis caribensis   |
|  |                           |
|  | Neolepolepis occidentalis |
|  |                           |